# Lancia Ypsilon
La Lancia Ypsilon è un'automobile del segmento B prodotta dal 2003 dalla casa automobilistica italiana Lancia in tre generazioni.

## Produzione
La Lancia Ypsilon è stata prodotta in sostituzione della Lancia Y. Nel 2011 ne è stata presentata la seconda generazione, prodotta in Polonia. Nel 2024 viene presentata la terza generazione, prodotta nello stabilimento Stellantis di Figueruelas su piattaforma CMP.

## Galleria d'immagini
| Prima serie | Seconda serie | Terza serie |
| ----------- | ------------- | ----------- |
| 2003-2011   | 2011-2025     | dal 2024    |
|             |               |             |
|             |               |             |